# J-Hope
Jung Hoseok (hangul: 정호석; hanja: 鄭號錫; rr: Jeong Ho-seok; MR: Chŏng Ho-sŏk; Gwangju, 18 de fevereiro de 1994), mais conhecido na carreira musical por seu nome artístico J-Hope (hangul: 제이 홉; estilizado como j-hope), é um rapper, dançarino, compositor e produtor musical sul-coreano. Ele é popularmente conhecido por ser integrante do grupo masculino BTS.
J-Hope lançou Hope World, sua primeira mixtape solo, em 2018. O álbum recebeu uma recepção positiva da crítica e alcançou a 38ª posição na Billboard 200 no Estados Unidos, a melhor posição para um artista coreano na época. Em 2019, o single "Chicken Noodle Soup" com a participação da cantora Becky G estreou na 81ª posição na Billboard Hot 100. Seu álbum de estréia Jack in the Box foi lançado em 15 de julho de 2022.

## Vida pessoal
J-Hope nasceu em 18 de fevereiro de 1994, em Gwangju, Coreia do Sul. Entrou na Big Hit depois que se mudou para Seul, em 2010, iniciando seus anos como trainee. Hoseok relata que entrou na Big Hit sem experiência em canto ou rap, e que, inicialmente,iria assumir posto de vocalista. Mas, com a afinidade a dança, já tinha conhecimento e apreciava o Rap, Hip-hop e R&B, se tornando, então, um rapper.
Antes de se juntar a Big Hit, fez testes para a audição da JYP, junto com Youngjae (B.A.P). Em junho de 2012, fez uma participação no clipe "I'm Da One" do Jo Kwon, junto com Jungkook, Jin, V e Suga.[carece de fontes?] Era bastante famoso no underground de Gwangju e ganhou várias competições de dança antes de entrar para o BTS, sendo dançarino desde muito cedo. J-Hope admite que, apesar de treinar a  dança por horas e passar madrugadas ensaiando coreografias, não gosta de fazer exercícios ou ir a academia. Também fez parte do grupo de dança NEURON.

## Carreira
J-Hope trabalhava no cenário underground da sua cidade natal, GwangJu, como dançarino de street dance, fazendo parte de um grupo chamado Neuron, ganhando prêmios em algumas competições locais, adquirindo experiência: 
"Ao promover o underground com a minha equipe de dança de rua, eu fiz muito popping. Em popping, há outro sub-gênero chamado Boogaloos e foi o que eu mais fiz."
 Em 20 de dezembro de 2009, J-Hope realizou uma audição que a JYP, fez em sua cidade natal, ficando na posição de número 200. Em 21 de fevereiro de 2010 ele tentou novamente e desta vez ficou na posição 28, passando assim para a próxima fase. Ele e outros três candidatos ganharam o "prêmio de popularidade" para esta competição de audição de trainees da JYP. Como vencedores do prêmio, eles receberam uma bolsa de estudos de um ano para a Escola de Belas Artes e Música de Seul e 300 mil wons, mas J-Hope não aceitou, pois apesar do prêmio, ele ainda não tinha concluído o seu ensino médio, e a empresa não oferecia um contrato. No entanto, alguns meses depois, uma empresa menor e mais nova ofereceu-lhe um contrato. J-Hope escolheu se tornar um trainee com a Big Hit em 10 de dezembro de 2010 e mudou-se para os dormitórios na véspera de Natal, 2 semanas depois. J-Hope confessou em 2014, relembrando os tempos difíceis: 
"Depois de assinar um contrato com minha empresa... eu pensei: 'Eles são tão legais. Há esse tipo de pessoa na minha empresa', depois que RM e Suga Hyung foram revelados. Eu me mudei para o dormitório em dezembro, mas havia realmente uma grande diferença. Minha esperança de vida de trainee estava quebrada".
 Sobre a sua capacidade de compôr, J-Hope credita a influência que seu pai (professor de literatura) teve em seu gosto por filmes, livros e programas de televisão, bem como sua capacidade de escrever letras. Hoje, além de dançarino principal do grupo e ajudar na criação das coreografias, é rapper e compositor.
Em 13 de junho de 2013, J-hope fez sua estréia como membro do BTS em Mnet M! Countdown com a faixa "No More Dream" de seu álbum de estreia 2 Cool 4 Skool. Atualmente, produz músicas para o grupo junto com RM, Suga e Jungkook. No dia 1 de Março de 2018 J-hope lançou sua primeira MIXTAPE intitulada "Hope World". Em 1 de julho de 2022, J-hope fez o seu pré-lançamento de sua canção chamada "MORE", para o seu primeiro  álbum solo intitulado de "Jack in the box".

## Discografia

### Álbuns de estúdio
| Título          | Informações                                                                                          |
| --------------- | --- |
| Jack in The Box | - Lançamento: 15 de julho de 2022 - Gravadora: Big Hit Music - Formatos: download digital, streaming |

### Canções
| Título                | Ano                    | Melhor posição         | Melhor posição         | Melhor posição         | Melhor posição         | Melhor posição         | Melhor posição         | Vendas                 | Album                  |
| Título                | Ano                    | CAN                    | JPN                    | NZ Hot                 | UK                     | US                     | US World               | Vendas                 | Album                  |
| Título                | Como artista principal | Como artista principal | Como artista principal | Como artista principal | Como artista principal | Como artista principal | Como artista principal | Como artista principal | Como artista principal |
| --------------------- | ---------------------- | ---------------------- | ---------------------- | ---------------------- | ---------------------- | ---------------------- | ---------------------- | ---------------------- | ---------------------- |
| "Daydream"            | 2018                   | —                      | —                      | —                      | —                      | —                      | 5                      | - US̩: 5 000            | Hope World             |
| "Airplane"            | 2018                   | —                      | 80                     | —                      | —                      | —                      | 1                      | —                      | Hope World             |
| "Chicken Noodle Soup" | 2019                   | 55                     | —                      | —                      | 82                     | 81                     | 1                      | - US: 11 000           | Lançamento sem álbum   |

### Mixtapes
Tracklist e detalhes
| Ano  | Titulo     | Detalhes do Album                                                                                           |
| ---- | ---------- | --- |
| 2018 | Hope World | - Lançamento: 1 de Março de 2018 - Empresa: Big Hit Entertainment - Formato: Download Digital ou Soundcloud |

## Filmografia

### Vídeos Musicais
| Ano  | Título              | Nota                                     |
| ---- | ------------------- | ---------------------------------------- |
| 2016 | "Boy Meets Evil"    | "WINGS Comeback Trailer: Boy Meets Evil" |
| 2018 | "Daydream (백일몽)" |                                          |
| 2018 | "Airplane"          |                                          |